# Alessandro Melchiori
Alessandro Melchiori (Ancona, 12 ottobre 1901 – Lecce, 4 dicembre 1987) è stato un politico, editorialista, militare e squadrista italiano, fu segretario nazionale del PNF nel 1924.

## Biografia
Figlio di un colonnello dei Carabinieri, a fine marzo 1919 si iscrisse ai Fasci italiani di combattimento, e l'8 aprile assieme a pochi amici fondò la sezione di Brescia, di cui fu segretario sino al giugno 1920. La sua gestione della sezione si contraddistinse per il carattere «movimentista» con frequenti spedizioni punitive e scontri con i socialisti, alternati a comizi propagandistici da lui stesso tenuti e alla collaborazione giornalistica con gli organi giovanili Vita Nova e Giovinezza.
In occasione degli scioperi dell'estate 1919 Melchiori organizzò diverse spedizioni, come quella del 19 luglio dove assaltò la Camera del Lavoro di Brescia, episodio che lo costrinse ad un mese di latitanza in val Seriana. Il 10 ottobre seguente riportò una lesione permanente alla mascella durante degli scontri con i socialisti. Fin dal 1920 iniziò ad estendere il raggio d'azione delle sue squadre tra Milano, Cremona e Verona, e parallelamente si impegnò più attivamente sul piano politico. Il 23 maggio 1920 fece da segretario al secondo congresso dei Fasci italiani di combattimento a Milano, dove altresì partecipò agli scontri di piazza durante i quali spiccherà un mandato di cattura nei suoi confronti che rimarrà però inattuato. 
Nell'estate 1920 si trasferì a Fiume dove militò fra i legionari fiumani addetto all'Ufficio Delegazioni del Comando generale e tenendo i contatti fra la direzione dei Fasci di Combattimento e il Comando di Fiume che rappresentò il 5 settembre 1920 al Congresso fascista di Cremona. A dicembre partecipò all'arrembaggio dell'esploratore Marsala dove venne ferito e fu arrestato e condotto al carcere di Ancona. 
Uscito rapidamente di prigione tornò a Brescia per dare nuovo impulso al fascio, e pochi giorni dopo aver partecipato alla prima spedizione punitiva delle squadre fasciste fuori provincia, Melchiori si dedicò con Italo Bresciani alla propaganda e alla organizzazione dei Fasci e dei sindacati in provincia di Verona.
Chiamato sotto le armi fu a Milano ufficiale del 12º Bersaglieri e continuò la sua attività squadrista e divenne redattore del Popolo di Lombardia; durante le giornate della Marcia su Roma, attaccò con gli squadristi la caserma della sua stessa unità per facilitarne l'occupazione.
Nel 1923 venne trasferito come commissario del Partito Nazionale Fascista in provincia di Cosenza. Da questo momento ricoprirà diverse cariche in seno al PNF: dopo le elezioni politiche del 1924, il 24 aprile Mussolini lo volle all'Ufficio centrale di propaganda e membro del Quadrumvirato reggente il PNF con Roberto Forges Davanzati, Cesare Rossi, Giovanni Marinelli; nel 1924 guidò brevemente l'Avanguardia giovanile fascista, nel 1926 venne mandato ad Ancona in qualità di Commissario straordinario, tra il 1925 e il 1930 divenne vicesegretario e componente del Gran consiglio del fascismo; tra il 1929 e il 1939 fu deputato alla Camera del Regno per il PNF. 
Nonostante l'attività prettamente politica Melchiori nel 1935 partecipò come volontario - assieme a molti altri gerarchi spinti da esigenze propagandistiche - alla guerra d'Etiopia in qualità di Console generale della MVSN, centurione della Divisione "Tevere", dove fu decorato con una medaglia d'argento al valor militare e il 30 ottobre 1936 venne promosso maggiore dei Bersaglieri "per eminenti servizi resi allo Stato".
Melchiori ricoprì poi altri incarichi: 1939 divenne consigliere nazionale  alla Camera dei fasci e delle corporazioni, fino all'agosto 1943, fu commissario per il turismo in Libia e presidente dell'Associazione nazionale Bersaglieri d'Italia tra il 1932 e il 1943. 
Aderì dopo l'8 settembre 1943 alla Repubblica Sociale Italiana ricoprendo il ruolo di Ispettore generale del Corpo dei bersaglieri. Dopo la fine della seconda guerra mondiale fu prigioniero fino al 1946 nel Campo di concentramento internati di Laterina, vicino ad Arezzo, e dopo l'amnistia Togliatti si trasferì in Brasile.

## Pubblicazioni
Durante la sua carriera politica Melchiori diresse Milizia Fascista e collaborò con Il Popolo d'Italia, Popolo di Brescia, Battaglie Fasciste, Gerarchia e Tradotta Libica. Inoltre pubblicò diversi articoli e saggi qui elencati: 
- Cos'è la leva fascista, pagg. 15, Istituto editoriale giovanile, 1927.
- Fiume e Roma: con prefazione di Alberto de' Stefani, pagg. 137, Libreria del littorio, 1928.
- Fiamme cremisi, pagg. 62, Soc. An. Tipografica Luzzatti, 1929.
- Milizia fascista ; con prefazione di Benito Mussolini. pag. 338, Roma, Luzzatti, 1929.
- S. H. S., pagg. 45, Luzzatti, 1932.
- Il P.N.F. nei suoi nuovi ordinamenti. Pag. 56. Quaderni di Milizia Fascista, 1933.
- La rivoluzione fascista, pag.48, Roma, Stamperia di Roma, 1933.
- Il cammino della Rivoluzione, pagg. 206, G. Luzzatti, 1933.
- Elementi di cultura fascista, pag. 174, Roma, Soc. Tipografica Luzzatti, 1933.
- Ali d'Italia sull'Oceano, pagg. 45, Soc. An. Tipografica G. Luzzati, 1933.
- Elementi di cultura fascista e di diritto costituzionale, pagg. 211, Luzzatti, 1934.
- Le nostre colonie, pagg. 109, Soc. an. tipografica G. Luzzatti, 1935.
- Mussolini e la questione adriatica, pagg. 283, G. Luzzatti, 1935.
- Roma e Mosca, pagg. 111, G. Luzzatti, 1937.
- Il nostro impero coloniale, pagg. 77, Italia Maestra, 1938.
- La voce della boscaglia, pagg. 135, Soc. an. Tipografica G. Luzzati, 1938.
- L'impero fascista e i tradimenti francesi, pagg. 47, Arti grafiche trinacria, 1939.
- La Germania in guerra nelle impressioni di un Fascista, pagg. 115, Arti Grafiche Trinacria, 1940.
- Due popoli, due eserciti, una vittoria, pagg. 32, Tip. ed. Sallustiana, 1940.
- Europa, svegliati!, Tipografia Editrice sallustiana, 1943.